# Kristian Albrekt av Brandenburg-Ansbach
Kristian Albrekt av Brandenburg-Ansbach, tyska: Christian Albrecht von Brandenburg-Ansbach, född 18 september 1675 i Ansbach, död 1692 i Ansbach, var markgreve av furstendömet Brandenburg-Ansbach från 1686 till sin död. Då han avled innan han uppnått myndighetsålder, kom han aldrig att själv regera utan regeringsmakten utövades av en förmyndarregering.

## Biografi
Kristian Albrekt var andre son till markgreve Johan Fredrik av Brandenburg-Ansbach i dennes första äktenskap med Johanna Elisabet av Baden-Durlach, dotter till markgreve Fredrik VI av Baden-Durlach och Kristina Magdalena av Pfalz-Zweibrücken. Hans mor var kusin med kung Karl XI av Sverige och hans halvsyster Caroline blev 1725 drottninggemål av Storbritannien.
Hans äldre bror Leopold Fredrik avled redan vid två års ålder, och Kristian Albrekt blev därför 1676 arvfurste till Brandenburg-Ansbach. Då hans far avled vid endast 31 års ålder 1686 blev Kristian Albrekt markgreve och en förmyndarregering tillsattes. Eftersom Kristian Albrekt i sin tur avled 1692, kom han aldrig att utöva regeringsmakten själv, och då han också saknade manliga efterkommande blev hans likaledes minderårige yngre bror Georg Fredrik II ny markgreve.